# Giovanni Valetti
Pour les articles homonymes, voir Valetti.

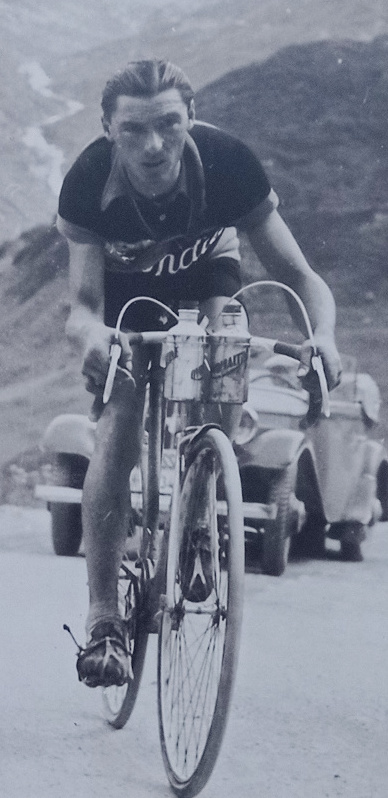

Giovanni Valetti (né le 22 septembre 1913 à Vinovo, dans la province de Turin, Piémont - mort le 28 mai 1998 à Avigliana) était un coureur cycliste italien. Professionnel de 1935 à 1948, il a notamment remporté deux tours d'Italie consécutifs, en 1938 et 1939.

## Palmarès

### Palmarès année par année
- 1933
  - Tour du Latium :
    - Classement général
    - 3e étape
- 1935
  - 2e étape du Giro dell'Irpinia
- 1936
  - Grand Prix de Fréjus
  - 5e du Tour d'Italie
- 1937
  - 3e étape du Tour d'Italie
  - 2e du Tour d'Italie
  - 3e du Tour de Toscane
- 1938
  - Tour d'Italie :
    -  Classement général
    -  Grand Prix de la montagne
    - 4ea, 7ea (contre-la-montre) et 15e étapes

  - Tour de Suisse :
    - Classement général
    - 3e et 4e étapes
- 1939
  - Tour d'Italie :
    -  Classement général
    - 6eb (contre-la-montre), 13e (contre-la-montre) et 16e étapes
- 1940
  - 10e du Tour de Lombardie
- 1941
  - 8e du Tour de Toscane

### Résultats sur les grands tours

#### Tour d'Italie
5 participations
- 1936 : 5e
- 1937 : 2e, vainqueur de la 3e étape,  maillot rose pendant 5 jours
- 1938 :  Vainqueur du classement général,  vainqueur du Grand Prix de la montagne, vainqueur des 4ea, 7ea (contre-la-montre) et 15e étapes,  maillot rose pendant 10 jours
- 1939 :  Vainqueur du classement général, vainqueur des 6eb (contre-la-montre), 13e (contre-la-montre) et 16e étapes,  maillot rose pendant 8 jours
- 1940 : 17e

#### Tour de France
1 participation
- 1937 : abandon (2e étape)